# 基米利
27°38′S 62°25′W / 27.633°S 62.417°W

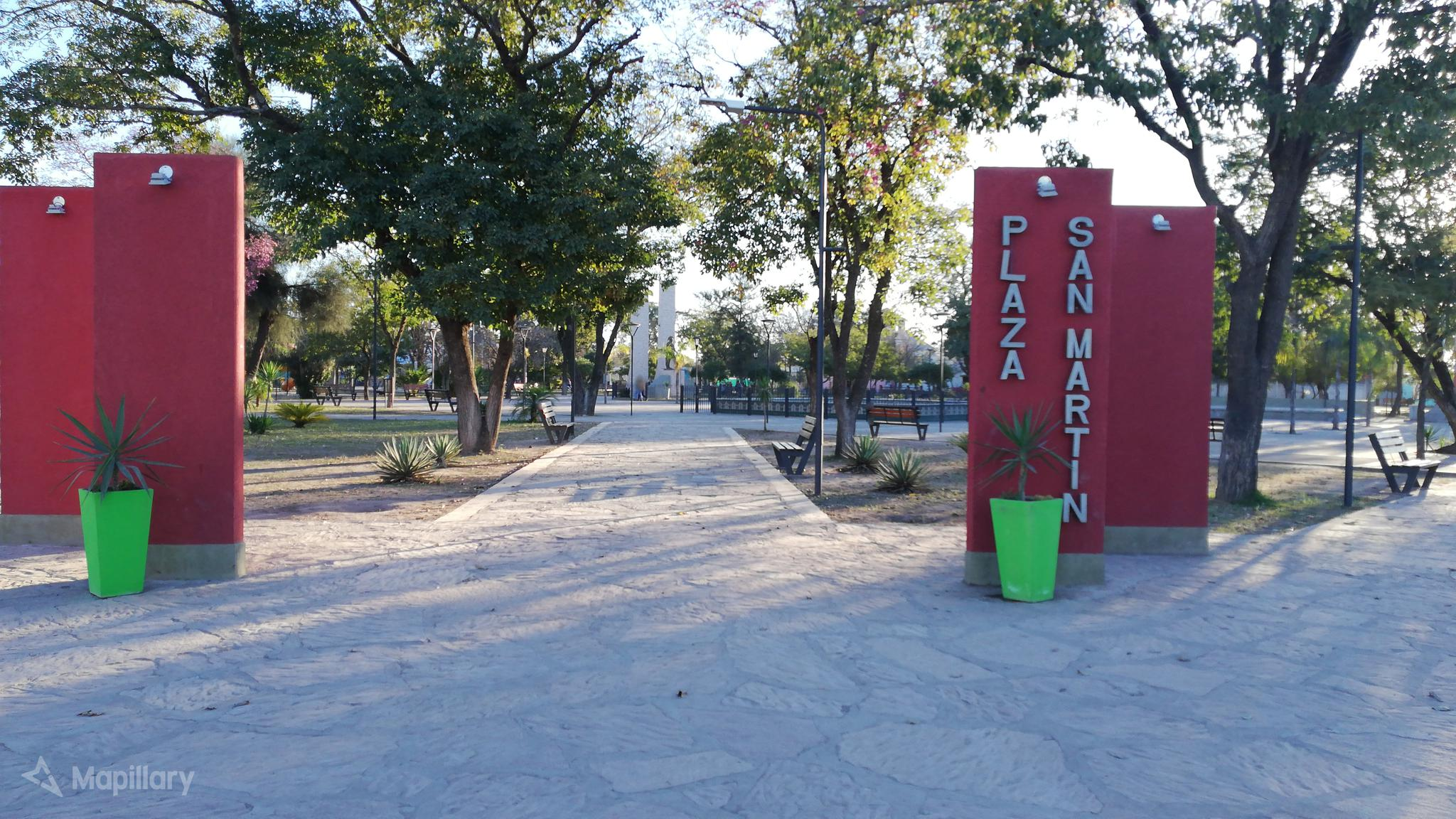
基米利

基米利（西班牙語：Quimilí），是阿根廷的城鎮，位於該國北部聖地亞哥-德爾埃斯特羅省，是莫雷諾縣的首府，距離查科省界線80公里，海拔高度137米，2001年人口10,959。